# Gérard Swaton
Gérard Swaton, né le 4 avril 1949, est un pilote amateur de rallye français marseillais, désormais assureur.
il est marié avec Benedicte Swaton, il a 4 enfants.

## Biographie
Sa carrière en course s'étale de 1975 à 1982.
Il a terminé 3e du Championnat de France des rallyes 1977 et 4e du Championnat de France des rallyes 1978 (10e en 1976), sur Porsche 911 Carrera du Groupe 3.
En 11 participations au WRC, son meilleur classement a été une 5e place au rallye Monte-Carlo en 1977. Il a également terminé 8e, 9e, et 12e du tour de Corse, en 1981, 1977, et 1980.

## Titre
- Vainqueur de zone lors du Championnat de France des rallyes 1977.

## Podiums en championnat de France
- 2e de la Ronde de la Giraglia: 1978;
- 3e du Critérium Jean Behra: 1977;
- 3e du Critérium Alpin: 1977;
- 3e du Rallye d'Antibes: 1977;
- 3e du Critérium des Cévennes: 1977.